# Martin Monue
Martin Monue, egentligen Martin Björklund, född 2 mars 1994 i Gävle, är en svensk musiker. Monue sjunger och spelar för det mesta gitarr, orgel, piano och trummor. Han har skrivit flera låtar, bland annat Across the sea, All the way, In this life, Just go och Waiting.

## Bakgrund
Monue började vid tidig ålder spela trummor och utvecklade ett växande intresse för musik. Föräldrarna uppmuntrade honom att ta musiklektioner, men Monue ville lära sig själv. Vid åtta års ålder började Monue fastna för att spela piano och lyssna på klassisk musik. Som trettonåring började han dessutom sjunga. Vid 14 års ålder började Monue spela in musik på dator, främst covers av bandet Keane, som då var hans största inspirationskälla. Efter faderns bortgång år 2009 började Monue ta musiken på ett större allvar, i enlighet med faderns önskan att han skulle satsa på musiken. Kort därefter skrevs låten Just go . 

## Musiken
Monue har släppt två musikalbum, Words from yesterday, som gavs ut i oktober 2010, och  Time is ticking som släpptes 2 april 2013. Sommaren 2013 medverkade han i låten Everyone will fall av artisten AdamW.